# Petro Tyschtschenko
Petro Taras Ostap Tyschtschenko (ur. 16 kwietnia 1943 w Wiedniu) – niemiecki przedsiębiorca, najbardziej znany z okresu, kiedy pracował dla amerykańskiej firmy Commodore International.

## Młodość
Ojciec Petra Tyschtschenki przybył do Austrii z Ukrainy podczas I wojny światowej. W Austrii poznał przyszłą żonę. W 1941 pobrali się, a w 1943 urodził im się syn Petro. Następnie cała rodzina przeniosła się do Bawarii w Niemczech, gdzie Petro uczęszczał do szkoły i odbył służbę wojskową w 1966 r.

## Kariera
Po raz pierwszy Tyschtschenko zetknął się z Commodore w 1982, kiedy w gazecie znalazł ofertę pracy na pracownika biurowego w Commodore. Petro natychmiast odpowiedział, lecz nie został zatrudniony. Niedługo potem zadzwonił do niego Harald Speyer, dyrektor Commodore na rynek niemiecki, mówiąc że chciałby go zatrudnić. Tyschtschenko bezzwłocznie odszedł z dotychczasowego stanowiska w Adressograph-Multigraph i następnego dnia rozpoczął pracę w Commodore.
W niedługim czasie Tyschtschenko awansował na dyrektora logistyki na cały rynek europejski, odpowiedzialnego za dostawy i sprzedaż Commodore VIC-20 oraz Commodore 64. Po zakupieniu przez Commodore nowego startupa – Amigi, Petro stał się również odpowiedzialny za linię produktów tej marki.
Tyschtschenko pozostał w Commodore aż do bankructwa przedsiębiorstwa w 1994 r. Po bankructwie, firma Escom wykupiła prawa do Amigi i utworzyła spółkę zależną, Amiga Technologies, zatrudniając Tyschtschenkę na stanowisku prezesa. Escom także zbankrutował, a prawa do Amigi zostały sprzedane firmie Gateway, Inc., która również utworzyła spółkę Amiga i zatrudniła Petro. W późniejszych latach Gateway stracił zainteresowanie marką, nazywając ją przestarzałą i „niesprzedawalną”. Tyschtschenko odszedł z Gateway i zaczął sam sprzedawać Amigi na rynkach niemieckim i indyjskim.
Następnie Tyschtschenko utworzył firmę consultingową Power Service GmbH. Pomimo tego jest nadal aktywny w środowisku fanów i użytkowników Amigi, często odwiedzając przeróżne spotkania na całym świecie. Kilkukrotnie odwiedzał Polskę.
Niektórzy użytkownicy Amigi uznali, że „Petro dla Amigi jest tym, kim Bill Gates jest dla Microsoftu”. 
Petro jest żonaty od 1970, ma córkę Tanję i syna Tarasa.